# Universidade do Novo Brunswick
A Universidade do Novo Brunswick é uma universidade pública com dois campi primários em Fredericton e Saint John, na província de Novo Brunswick. É a mais antiga universidade de língua inglesa do Canadá e uma das mais antigas universidades públicas da América do Norte. A UNB foi fundada por um grupo de sete lealistas que deixaram os Estados Unidos após a Revolução Americana.